# 三関村
三関村（みつせきむら）は、秋田県雄勝郡にあった村。現在の湯沢市中部、雄物川右岸、奥羽本線三関駅周辺にあたる。

## 地理
- 山：東鳥海山、雄長子内島、三本槍山
- 河川：雄物川

## 歴史
- 1889年（明治22年）4月1日 - 町村制の施行により、関口村、上関村、下関村の区域をもって発足。
- 1954年（昭和29年）3月31日 - 湯沢町・岩崎町・弁天村・幡野村・山田村と合併して湯沢市が発足。同日三関村廃止。

## 交通

### 鉄道路線
- 日本国有鉄道
  - 奥羽本線
    - 三関駅

現在は旧村域に上湯沢駅が所在するが、当時は未開業。

### 道路
- 国道13号

現在は旧村域に湯沢横手道路の三関インターチェンジが所在するが、当時は未開通。